# هاروی ویلی کوربت
هاروی ویلی کوربت (انگلیسی: Harvey Wiley Corbett; ۸ ژانویهٔ ۱۸۷۳ – ۲۱ آوریل ۱۹۵۴) معمار اهل ایالات متحده آمریکا بود.